# Дятлова, Нина Михайловна
Нина Михайловна Дятлова (1925—2015) — советский и российский учёный-химик, специалист в области координационной химии, технологии комплексонов и комплексных соединений, доктор химических наук (1967), профессор (1968). Лауреат Государственной премии СССР в области науки и техники (1978).

## Биография
Родилась 3 января 1925 года в Твери.
С 1946 по 1951 годы обучалась в Московском институте тонкой химической технологии имени М. В. Ломоносова.
С 1949 по 1997 годы Н. М. Дятлова работала в ВНИИ химических реактивов и особо чистых химических веществ, пройдя путь от инженера опытного производства до — заведующего отделом технологии комплексонов.
В 1956 году Н. М. Дятлова защитила кандидатскую диссертацию в Московском государственном педагогическом институте имени В. И. Ленина по теме: «Исследование некоторых внутрикомплексных соединений». В 1967 году защитила докторскую диссертацию в Институте геохимии и аналитической химии АН СССР по теме: «Исследования в области теории действия и применения комплексонов».
Под руководством Дятловой было создано новое научное направление — химия комплексонов. При участии Дятловой были разработаны новые композиционные материалы.
В 1978 году «за создание, использование и применение комплексонов в народном хозяйстве» Н. М. Дятлова была удостоена — Государственная премия СССР в области науки и техники.
Н. М. Дятлова работала в области координационной химии, комплексных соединений и технологии комплексонов. Н. М. Дятлова является автором монографии («Комплексоны» / М. 1970 г. — 416 с.) и более 350 научных работ, ею — получено около 200 авторских свидетельств и патентов на изобретения. Под руководством профессора Н. М. Дятловой было выполнено 30 кандидатских и докторских диссертаций.

## Основные работы
- Дятлова Н. М. Исследование некоторых внутрикомплексных соединений / Моск. гос. пед. ин-т им. В. И. Ленина. - Москва : 1956 г. - 12 с.
- Дятлова Н. М. Исследования в области теории действия и применения комплексонов / АН СССР. Ин-т геохимии и аналит. химии им. В. И. Вернадского. - Москва :  1967 г. — 46 с.
- Дятлова Н. М. Химические очистки теплоэнергетического оборудования  / Под общ. ред. д-ра техн. наук, проф. Т. Х. Маргуловой. - Москва : Энергия, Вып. 1 / Авт. А. П. Мамет, Н. М. Дятлова, Т. Х. Маргулова и др. - 1969 г. — 223 с.
- Дятлова Н. М. Комплексоны / Н. М. Дятлова, В. Я. Темкина, И. Д. Колпакова ; Под ред. д-ра хим. наук проф. Р. П. Ластовского. - Москва : Химия, 1970 г. — 416 с.
- Дятлова Н. М. Синтез и применение некоторых органических соединений и хромогенных аналитических реагентов / В. Я. Темкина, Н. М. Дятлова, Г. Ф. Ярошенко и др. - Москва : НИИТЭХим, 1976 г. — 65 с.
- Дятлова Н. М. Синтез и применение селективных комплексонов и сорбентов / Н. М. Дятлова, С. Б. Макарова, В. Я. Темкина. - Москва : НИИТЭхим, 1978 г. — 58 с.
- Дятлова Н. М. Применение комплексонов в нефтедобывающей промышленности / Сост. Дятлова Н. М., Дытюк Л. Т., Самакаев Р. Х. и др. - М. : НИИТЭхим, 1983 г. — 47 с.
- Дятлова Н. М. Комплексоны в биологии и медицине / Составители Н. М. Дятлова и др. - М. : НИИТЭхим, 1986 г. — 49 с. — ISSN 0203-7866
- Дятлова Н. М. Применение комплексонов для отмывки и ингибирования солеотложений в различных энерго- и теплосистемах / Составители Н. М. Дятлова и др.]. - М. : НИИТЭхим, 1986 г. — 34 с. — ISSN 0203-7866
- Дятлова Н. М. Комплексоны и комплексонаты металлов / Н. М. Дятлова, В. Я. Темкина, К. И. Попов. - Москва : Химия, 1988 г. — 543 с. — ISBN 5-7245-0107-4
- Дятлова Н. М. Бифункциональные комплексоны - новые реагенты для медицины / К. И. Попов, М. В. Рудомино, Ю. В. Мальцева, Н. М. Дятлова. - М. : НИИТЭхим, 1989 г. — 21 с.
- Дятлова Н. М. Фосфоросодержащие комплексоны / М. И. Кабачник, Н. М. Дятлова. - М. : Знание, 1989 г. — 29 с. — ISBN 5-07-000298-8

### Публикации
- Дятлова Н. М. Полиядерные комплексонаты бериллия / Докл. АН СССР, № 164 (6), М.: 1965 г. — 1311—1314 с.
- Дятлова Н. М. О некоторых особенностях комплексообразования фосфорорганических комплексонов / Докл. АН СССР, № 161 (3), М.: 1965 г. — 607—610 с.
- Дятлова Н. М. Строение комплексонов и их комплексообразующая способность / Усп. хим., № 34 (7), М.: 1965 г. — 1153—1184 с.
- Дятлова Н. М. Фосфорорганические комплексоны/  Усп. хим., № 37 (7), М.: 1968 г. — 1161—1191 с.
- Дятлова Н. М. Фосфорорганические комплексоны / Усп. хим., № 43 (9), М.: 1974 г. — 1554—1574 с.
- Дятлова Н. М. Необычная конформация глицинатного цикла. Кристаллическая и молекулярная структура [(диэтилентриамин-4-моноацетато) меди (II)] перхлората /  Докл. АН СССР, № 306 (1), М.: 1989 г. — 100—103 с.
- Дятлова Н. М. Химические аспекты оборотного водоснабжения / Усп. хим., № 60 (3), М.: 1991 г. — 565—569 с.
- K. I. Popov, N. V. Tsirul'nikova, N. M. Dyatlova Bifunctional complexones / Russian Chem. Reviews, № 64 (10), 1995 г. — 939—951 с.

### Патенты
- Дятлова Н. М. Способ получения монокалиевой соли оксиэтилидендифосфоновой кислоты · патент 447407
- Дятлова Н. М. Способ осаждения бериллия из растворов · патент 449279
- Дятлова Н. М. Способ получения этилендиамино-бисизопропилфосфоновой кислоты · патент 461106
- Дятлова Н. М. Способ деметаллизации вин · патент 475394
- Дятлова Н. М. Металлофлуоресцентные/титрующие агентыэтилендиамин- -ди- /1/метилен-2-оксинафтил/- -диуксусные кислоты · патент 491615
- Дятлова Н. М. Красящий состав для волос · патент 493226
- Дятлова Н. М. Способ получения сополимера акрилонитрила · патент 498320
- Дятлова Н. М. Способ десорбции скандия с фосфорсодержащих катионитов · патент 498953
- Дятлова Н. М. Защитный крем · патент 520108
- Дятлова Н. М. Способ получения ортофосфатов марганца ш · патент 523048
- Дятлова Н. М. Собиратель для флотации касситерита · патент 523714
- Дятлова Н. М. Отверждаемая эпоксидная композиция · патент 528325
- Дятлова Н. М. Способ предупреждения отложения неорганических солей · патент 541973
- Дятлова Н. М. Фиксирующий состав для обработки кинофотоматериалов · патент 542971
- Дятлова Н. М. Средство для ванны · патент 549151
- Дятлова Н. М. Шампунь для волос · патент 566586
- Дятлова Н. М. Способ очистки водорастворимых комплексов от неорганических примесей · патент 566831
- Дятлова Н. М. Способ получения тетразамещенных комплексов металлов п группы с оксиэтилидендифосфоновой кислоты · патент 567725
- Дятлова Н. М. Средство для холодной химической завивки волос · патент 571265
- Дятлова Н. М. Способ получения ионитов · патент 575363
- Дятлова Н. М. Раствор для электрохимической очистки металлической поверхности · патент 586206
- Дятлова Н. М. Способ получения двойного суперфосфата · патент 603638
- Дятлова Н. М. Состав для обработки кожевой ткани меховых шкур · патент
- Дятлова Н. М. Способ получения диаммонийной соли медного комплекса оксиэтилидендифосфоновой кислоты · патент 617451
- Дятлова Н. М. Состав для предотвращения карбонатных отложений в нефтепромысловом оборудовании · патент 628294
- Дятлова Н. М. Способ гравиметрического определения железа · патент 633812
- Дятлова Н. М. Модификатор для флотации оловосодержащих руд · патент 645708
- Дятлова Н. М. Модификатор для флотации оловосодержащих руд · патент 650657
- Дятлова Н. М. Способ получения натриевой соли железного комплекса оксиэтилиден дифосфоновой кислоты · патент 682524
- Дятлова Н. М. Моющая композиция для металлической поверхности · патент 682560
- Дятлова Н. М. Способ получения нитрилотриметилфосфоновой кислоты · патент 684038
- Дятлова Н. М. Удобрение с микроэлементами · патент 704934
- Дятлова Н. М. Состав для предотвращения карбонатных отложений в нефтепромысловом оборудовании · патент 711091
- Дятлова Н. М. Способ получения двойного суперфосфата · патент 715556
- Дятлова Н. М. Способ получения щелочных солей оксиэтилидендифосфоновой кислоты из фосфорсодержащих отходов производства хлорангидридов высших жирных кислот · патент 721446
- Дятлова Н. М. Способ получения оксиэтилидендифосфоновой кислоты · патент 724517
- Дятлова Н. М. Способ получения оксиэтилидендифосфоновой кислоты · патент 724518
- Дятлова Н. М. Состав для предотвращения отложения солей в процессах добычи нефти · патент 724550
- Дятлова Н. М. Позитивный фотографический материал · патент 734599
- Дятлова Н. М. Состав для предотвращения отложений минеральных солей в водных растворах · патент 768766
- Дятлова Н. М. Способ получения оксиэтилидендифосфоновой кислоты · патент 783300
- Дятлова Н. М. Способ предотвращения отложения неорганических солей · патент 789434
- Дятлова Н. М. Состав для удаления отложенийгипса · патент 814895
- Дятлова Н. М. Ингибитор солеотложений · патент 814897
- Дятлова Н. М. Тампонажная смесь · патент 819305
- Дятлова Н. М. Тампонажный раствор · патент 825861
- Дятлова Н. М. Ингибитор отложений неорганическихсолей · патент 833581
- Дятлова Н. М. Состав для предотвращения отложениясолей b скважине · патент 834334
- Дятлова Н. М. Способ получения оксиэтилидендифосфоновой кислоты · патент 857143
- Дятлова Н. М. Способ получения водорастворимого амфотерного полиэлектролита · патент 876666
- Дятлова Н. М. Способ обработки призабойной зоны карбонатного пласта · патент 883358
- Дятлова Н. М. Состав для удаления отложений гипса · патент 887479
- Дятлова Н. М. Способ получения оксиалкилидендифосфоновых кислот · патент 889661
- Дятлова Н. М. Способ предотвращения отложения сульфата и карбоната кальция · патент 893900
- Дятлова Н. М. Состав для ингибирования солеотложений · патент 897825
- Дятлова Н. М. Тампонажная смесь для цементирования нефтяных и газовых скважин · патент 905434
- Дятлова Н. М. Тампонажный раствор для цементирования глубоких нефтяных и газовых скважин · патент 907221
- Дятлова Н. М. Способ предотвращения отложений солей в нефтяных скважинах · патент 920198
- Дятлова Н. М. Состав для обработки охлаждающей воды · патент 937354
- Дятлова Н. М. Способ совместной подготовки разносортных нефтей · патент 941402
- Дятлова Н. М. Способ получения кислотно-основной индикаторной бумаги · патент 947254
- Дятлова Н. М. Способ обработки призабойной зоны карбонатного пласта · патент 956767
- Дятлова Н. М. Способ совместного обезвоживания разносортных нефтей · патент 958473
- Дятлова Н. М. Способ очистки коксового газа от цианистого водорода · патент 960127
- Дятлова Н. М. Состав для ингибирования солеотложений · патент 960135
- Дятлова Н. М. Способ очистки железосодержащих сточных вод перед закачкой в пласт и установка для его осуществления · патент 960136
- Дятлова Н. М. Способ получения амино-n-трисметиленфосфоновой кислоты · патент 960184
- Дятлова Н. М. Способ получения нитрилтриметилфосфоновой кислоты · патент 966091
- Дятлова Н. М. Связующее · патент 973499
- Дятлова Н. М. Реагент-понизитель структурно-механических свойств малоглинистых буровых растворов · патент 973587
- Дятлова Н. М. Состав для одновременного дубления и фиксирования галогеносеребряных фотослоев цветной позитивной пленки · патент 974325
- Дятлова Н. М. Тампонажная смесь · патент 985257
- Дятлова Н. М. Способ очистки железои сероводородсодержащих сточных вод · патент 990688
- Дятлова Н. М. Состав для предотвращения отложений неорганических солей · патент 990784
- Дятлова Н. М. Способ получения ингибитора отложений минеральных солей · патент 992519
- Дятлова Н. М. Способ совместной подготовки разносортных нефтей · патент 996430
- Дятлова Н. М. Способ получения @ -аминозамещенных- @ - оксипропилидендифосфоновых кислот · патент 1002300
- Дятлова Н. М. Способ стабилизации пересыщенных водных растворов · патент 1004269
- Дятлова Н. М. Способ получения амино (диметилфосфоновой) кислоты · патент 1011650
- Дятлова Н. М. Моющее средство для очистки металлической поверхности · патент 1016357
- Дятлова Н. М. Состав для растворения карбонатных отложений · патент 1018921
- Дятлова Н. М. Способ обработки меховых шкур · патент 1022990
- Дятлова Н. М. Тампонажный раствор для цементирования нефтяных и газовых скважин · патент 1033710
- Дятлова Н. М. Реагент для борьбы с сероводородом при освоении газовой скважины · патент 1040125
- Дятлова Н. М. Состав для консервирования мехового сырья · патент 1044632
- Дятлова Н. М. Способ совместной подготовки разносортных нефтей · патент 1046275
- Дятлова Н. М. Способ получения водорастворимого амфотерного полиэлектролита · патент 1049504
- Дятлова Н. М. 2-оксипропилен-1,3-диамино- @ , @ -диуксусная- @ , @ - диметиленфосфоновая кислота в качестве водорастворимого амфотерного электролита · патент 1051095
- Дятлова Н. М. Состав для отмочки шкурок пушнины · патент 1051125
- Дятлова Н. М. @ -(2-оксиэтил)аминометиленфосфоновая кислота в качестве водорастворимого амфотерного электролита для обессоливания нефти · патент 1057511
- Дятлова Н. М. Алюмофосфатное связующее · патент 1058881
- Дятлова Н. М. Способ предотвращения отложений сульфата и карбоната кальция · патент 1058890
- Дятлова Н. М. 2-оксипропилен-1,3-диамино- @ , @ , @ , @ - тетраметиленфосфоновая кислота в качестве водорастворимого амфотерного электролита для предотвращения отложений минеральных солей в процессах добычи и подготовки нефти · патент 1060619
- Дятлова Н. М. Способ получения @ -фосфонометилглицина · патент 1062210
- Дятлова Н. М. Комплексная добавка для бетонной смеси · патент 1073204
- Дятлова Н. М. Способ утилизации отходов производства нитрилотриметилфосфоновой кислоты · патент 1079652
- Дятлова Н. М. Тампонажный раствор · патент 1122812
- Дятлова Н. М. Способ предотвращения гидратообразования в газопромысловом оборудовании · патент 1124118
- Дятлова Н. М. Состав для обработки охлаждающей воды · патент 1139714
- Дятлова Н. М. Способ регенерации отработанной серной кислоты · патент 1148900
- Дятлова Н. М. Раствор для одновременного обезжиривания,травления и пассивирования металлов · патент 1151593
- Дятлова Н. М. Способ получения жидких азотно-фосфорных удобрений · патент 1152949
- Дятлова Н. М. Состав для укрепления грунта · патент 1168666
- Дятлова Н. М. Способ получения ингибитора отложений минеральных солей · патент 1174437
- Дятлова Н. М. Способ извлечения бора из растворов · патент 1182002
- Дятлова Н. М. Способ получения @ -(2-оксиэтил)-аминоуксусной кислоты · патент 1182026
- Дятлова Н. М. Способ получения моногидрата меркаптотиламинтриуксусной кислоты · патент 1188166
- Дятлова Н. М. Способ выработки меховых шкур · патент 1194884
- Дятлова Н. М. Этиленгликоль-бис-(этилтиоуксусная) кислота в качестве аналитического реагента для амперометрического определения ртути · патент 1198062
- Дятлова Н. М. Способ предотвращения отложения сульфата кальция в нефтепромысловом оборудовании · патент 1214611
- Дятлова Н. М. Способ получения ингибитора отложений минеральных солей · патент 1227635
- Дятлова Н. М. Состав для предотвращения отложения солей · патент 1231012
- Дятлова Н. М. Способ получения ингибитора отложений минеральных солей · патент 1231061
- Дятлова Н. М. Способ получения циануратов свинца · патент 1237664
- Дятлова Н. М. Состав для предотвращения отложений солей в нефтепромысловом оборудовании · патент 1263655
- Дятлова Н. М. Способ определения всхожести семян · патент 1266479
- Дятлова Н. М. Способ обработки шламов металлургического производства · патент 1275009
- Дятлова Н. М. Состав для растворения карбонатных отложений · патент 1278304
- Дятлова Н. М. Способ получения удалителя отложений минеральных солей · патент 1286592
- Дятлова Н. М. Способ производства этилового спирта из крахмалсодержащего сырья · патент 1288203
- Дятлова Н. М. Способ предотвращения образования минеральных отложений · патент 1293120
- Дятлова Н. М. Способ определения железа (ш) в присутствии оксиэтилендифосфоновой кислоты · патент 1293648
- Дятлова Н. М. Полиоксиэтилен-полиоксипропилен- @ , @ -тетра-(2-оксипропил) -1,3-диаминопропанол-2 для обезвоживания и обессоливания нефти · патент 1305159
- Дятлова Н. М. Способ стабилизационной обработки воды · патент 1328317
- Дятлова Н. М. Способ регенерации раствора · патент 1341245
- Дятлова Н. М. Способ получения ингибитора отложений минеральных солей · патент 1362735
- Дятлова Н. М. Способ предотвращения отложений солей · патент 1414794
- Дятлова Н. М. Способ контроля удаления гипсовых отложений с поверхности оборудования · патент 1434366
- Дятлова Н. М. Способ приготовления смеси для дорожного строительства · патент 1458342
- Дятлова Н. М. Комплексное микроудобрение · патент 1507762
- Дятлова Н. М. Состав для химической очистки внутренней поверхности теплообменников · патент 1534287
- Дятлова Н. М. Замасливатель для стеклянного волокна · патент 1606482
- Дятлова Н. М. Консервант для плодоовощной продукции · патент 1630660
- Дятлова Н. М. Способ получения диэтилентриаминпентауксусной кислоты · патент 1692980
- Дятлова Н. М. Состав для обработки призабойной зоны карбонатного пласта · патент 1714099
- Дятлова Н. М. Способ физической рафинации растительных масел · патент 1731793
- Дятлова Н. М. Средство для регуляции обмена кальция-ксидифон и способ его получения · патент 1741801
- Дятлова Н. М. Водоугольная суспензия · патент 1756332
- Дятлова Н. М. Моющая композиция для очистки твердой поверхности · патент 1778172
- Дятлова Н. М. Способ восстановления мембран обратноосмотических опреснительных установок · патент 1780819
- Дятлова Н. М. 1,4-бис[3-окси-2-гидроксиаминобис(фосфонометил)пропил] бензол в качестве ингибитора солеотложений и коррозии металла · патент 1799873

## Награды
- Орден Ленина
- Три золотые медали ВДНХ и две серебряные медали ВДНХ

### Премии
- Государственная премия СССР в области науки и техники (1978 — «за создание, использование и применение комплексонов в народном хозяйстве»)
- Премия ВХО имени Д. И. Менделеева